# 伊藤実沙子
伊藤 実沙子（いとう みさこ 2月12日 - ）は、エフエム高知の女性パーソナリティ。高知県高知市出身。香川県RNCアナウンスカレッジ卒業。

## 担当番組
- エフエム高知
  - 「Hi-Six Morning Click！」（月・火）
  - 「熱血！音楽天国」
- 高知放送
  - ぐるめ高知のうまいもん

## 人物
- 一人居酒屋巡りが好きだとパーソナリティを務める「Hi-Six Morning Click！」で語っている。
- 好きな食べ物は鰹のタタキ